# Anna-Carin Forstadius
Anna-Carin Forstadius (* 10. Juli 1983 in Stockholm) ist eine ehemalige schwedische Squashspielerin.

## Karriere
Anna-Carin Forstadius spielte von 2005 bis 2012 auf der PSA World Tour. Ihre höchste Platzierung in der Weltrangliste erreichte sie mit Rang 63 im Dezember 2009. Mit der schwedischen Nationalmannschaft nahm sie mehrfach an Europameisterschaften teil. Bei ihrer einzigen Europameisterschaftsteilnahme im Einzel 2010 schied sie in der ersten Runde gegen Cyrielle Peltier aus. Zwischen 2004 und 2015 wurde sie achtmal schwedische Landesmeisterin.
Ihre Schwester Lovisa Forstadius ist ebenfalls Squashspielerin.

## Erfolge
- Schwedischer Meister: 8 Titel (2004, 2006–2012, 2015)